# Ceroxys cinifera
Ceroxys cinifera är en tvåvingeart som först beskrevs av Friedrich Hermann Loew 1846.  Ceroxys cinifera ingår i släktet Ceroxys och familjen fläckflugor. Inga underarter finns listade i Catalogue of Life.